# 611
611(육백십일)은 610보다 크고 612보다 작은 자연수다.

## 수학
- 합성수로, 그 약수는 1, 13, 47, 611이다. 진약수의 합은 61이므로, 611은 부족수다.
- {\displaystyle 48^{3}-1}은 611로 나누어떨어진다.

## 과학
- NGC 611: 고래자리 방향에 있는 천체.

## 교통

### 철도
- 서울 지하철 6호선 역촌역의 역번호.

### 도로
- 고속도로
  - 유럽 고속도로 611호선: 프랑스 리옹에서 퐁다인까지 이어지는 유럽 고속도로.
- 기타 도로
  - 611번 지방도: 충청남도 서천군 장항읍 장항항에서 부여군 석성면 비당리까지 이어지는 대한민국의 지방도.
  - 현도 제611호선

## 군사
- U-611(영어판): 제2차 세계 대전에 사용된 나치 독일의 군용 잠수함.

## 문화유산
- 대한민국의 보물 제611호: 고양 태고사 원증국사탑비

## 기타
- 날짜: 6월 11일
- 연도: 611년, 기원전 611년